# Nathan Zsombor-Murray
Nathan Zsombor-Murray (Montréal, 28 aprile 2003) è un tuffatore canadese.

## Biografia
Ha rappresentato il Canada ai campionati mondiali di nuoto di Budapest 2017 dove ha gareggiato al fianco della connazionale Meaghan Benfeito nella piattaforma 10 metri misti, terminando la gara al quinto posto.
Ai mondiali di Gwangju 2019 ha completato il concorso dei tuffi dalla piattaforma 10 m sincro maschile all'undicesimo posto, in coppia con Vincent Riendeau.
Alle Olimpiadi di Tokyo 2020, nella gara individuale della piattaforma 10m manca l'accesso alla finale per meno di 3 punti, classificandosi al 13º posto in semifinale. Nella gara di sincro, assieme a Riendeau, rappresenta per la prima volta il Canada in questa specialità, giungendo al 5º posto finale. 
Ai mondiali di Budapest 2022, Zsombor-Murray termina 7° nella finale individuale della piattaforma 10m; nella gara di sincro, assieme a Rylan Wiens, vince la medaglia di bronzo con 417,12 punti, alle spalle della coppia cinese e di quella britannica. 
Alle Olimpiadi di Parigi 2024, oltre a un 10º posto nella finale della piattaforma 10 m nell'individuale, ottiene la medaglia di bronzo nel sincro nuovamente con Wiens, terminando dietro alla Cina e al Regno Unito; per il Canada è la prima medaglia olimpica nel sincro maschile (sia piattaforma che trampolino).

## Palmarès
- Giochi olimpici

Parigi 2024: bronzo nel sincro 10m.
- Mondiali

Budapest 2022: bronzo nel sincro 10m.
- Giochi panamericani

Lima 2019: argento nel sincro 10m.
Santiago del Cile 2023: argento nella piattaforma 10m e nel sincro 10m.
- Giochi del Commonwealth

Birmingham 2022: argento nel sincro 10m.